# Victor Laloux
Victor-Alexandre-Frédéric Laloux (Tours, 15 de noviembre de 1850-París, 13 de julio de 1937) fue un arquitecto y académico francés, destacado representante del arte arquitectónico parisino de la Belle Époque.

## Biografía

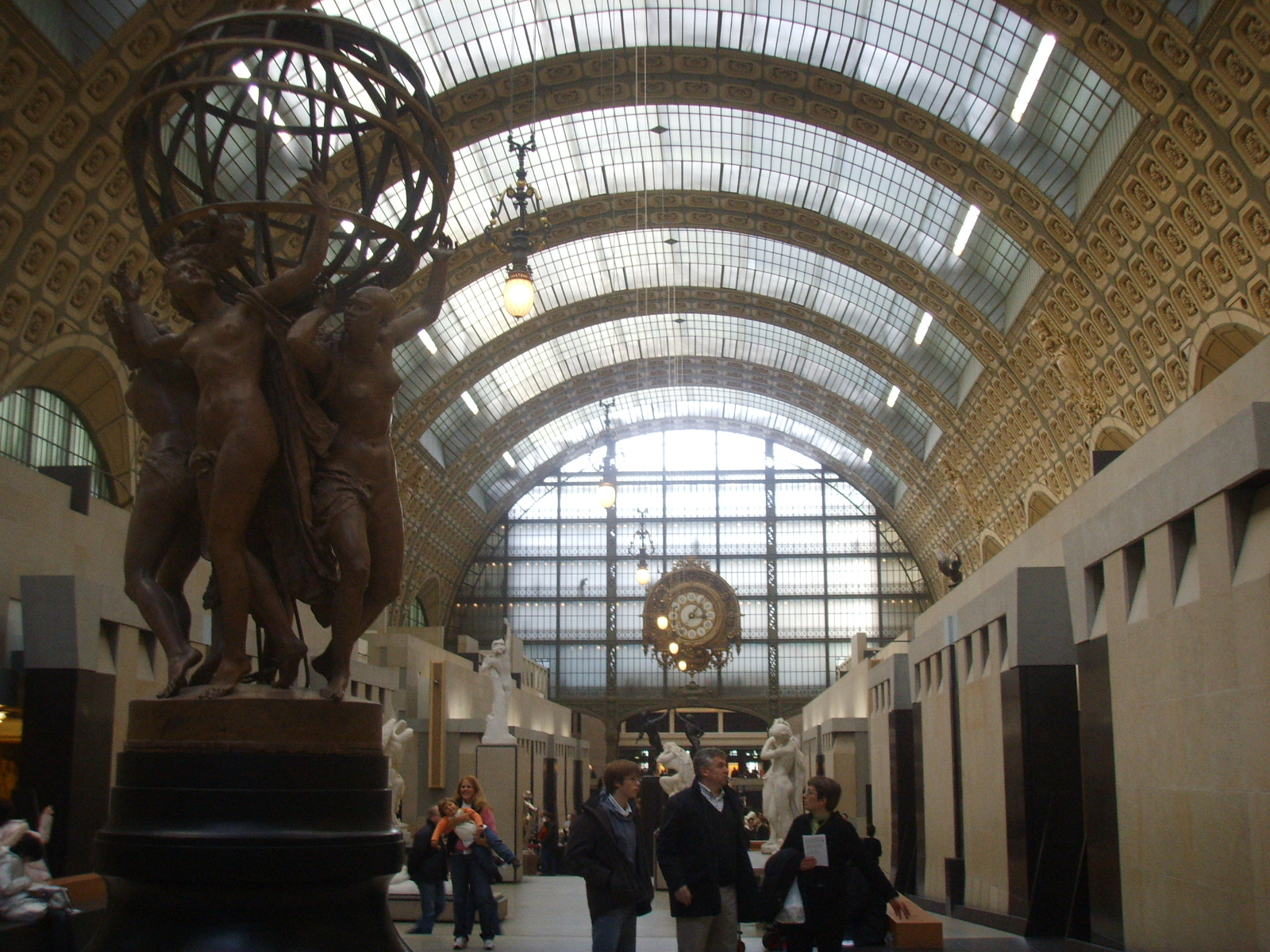
interior, Gare d'Orsay, ahora Musée d'Orsay, 1900

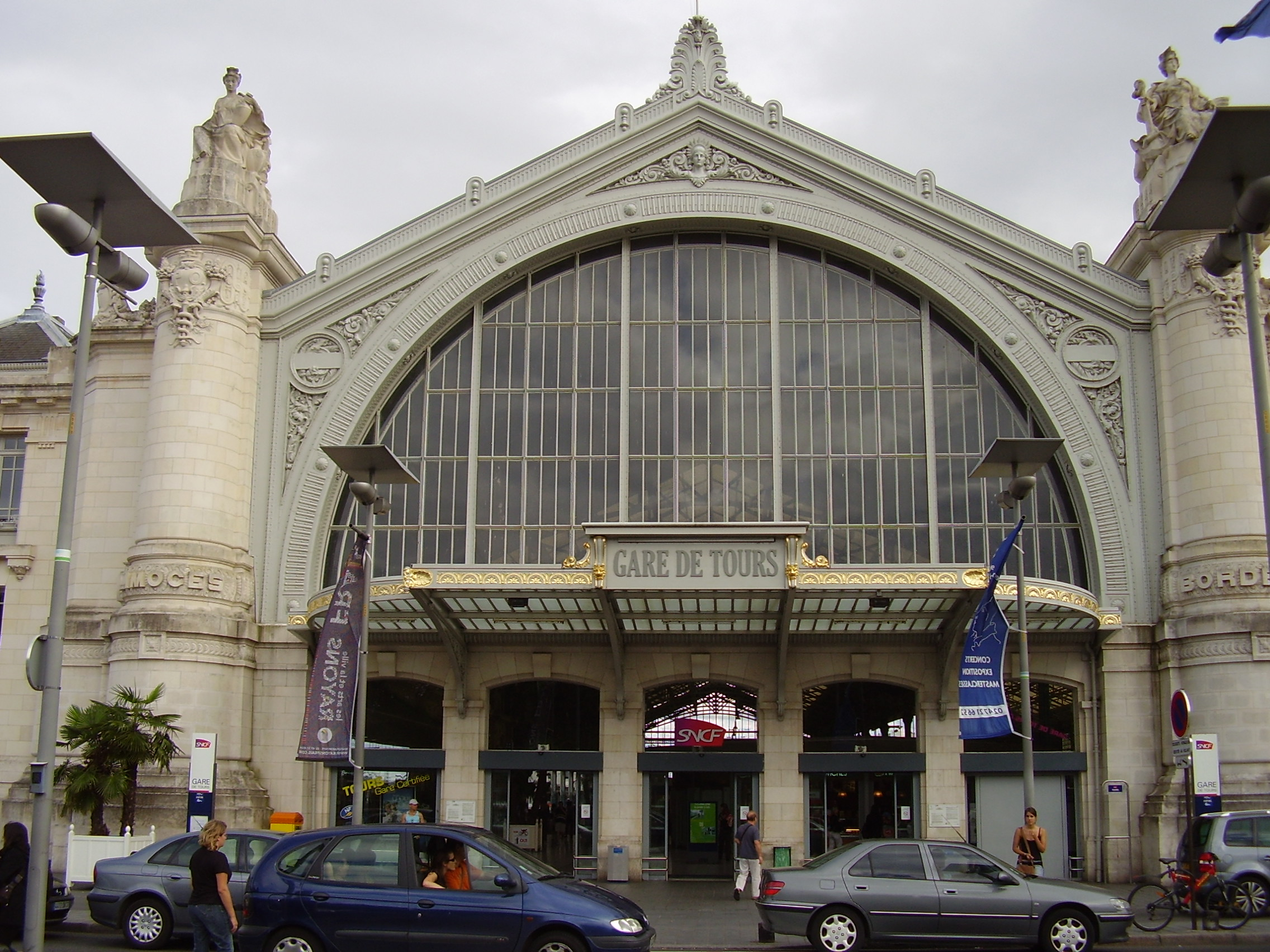
Gare de Tours, Tours

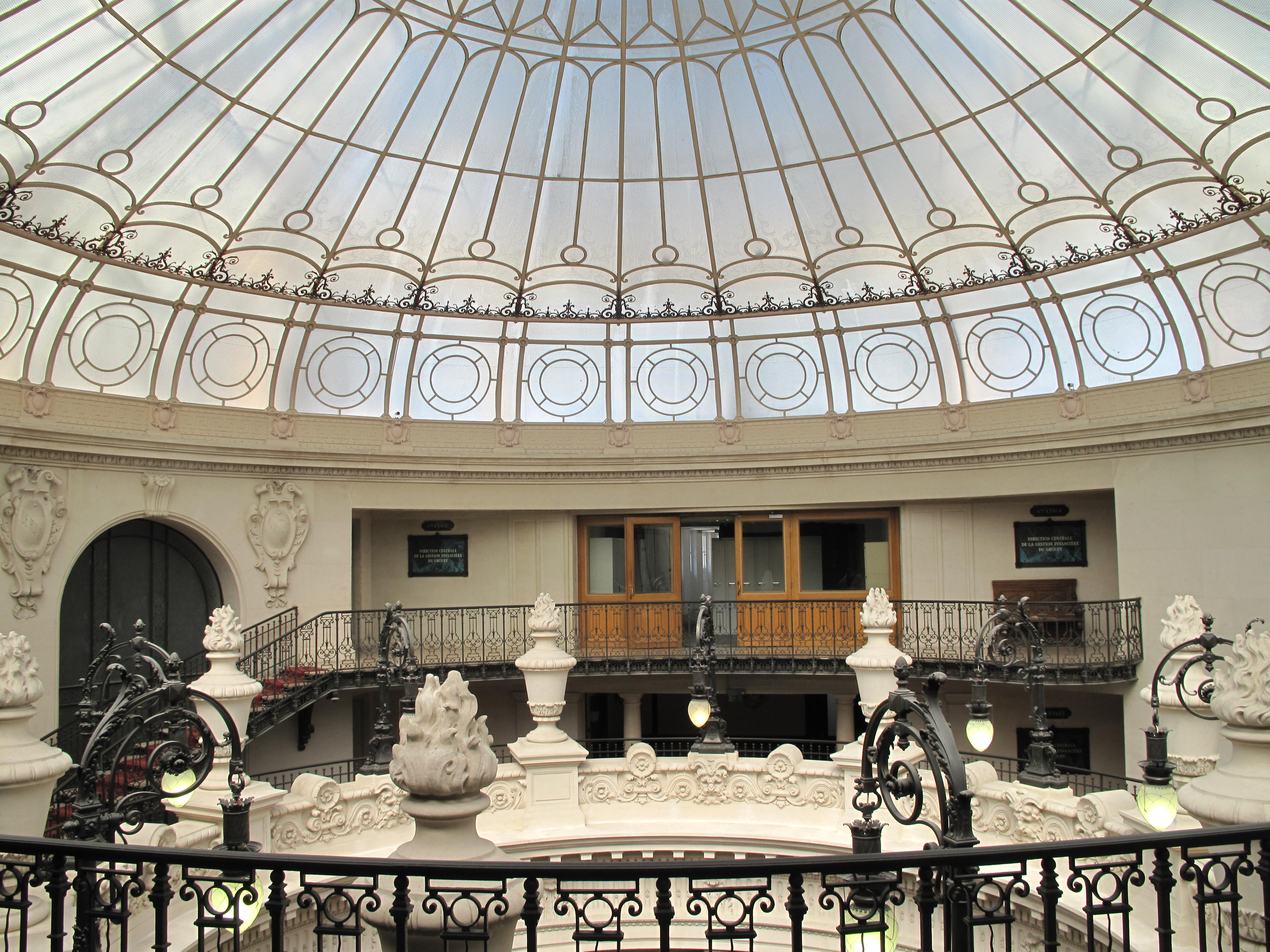
Escalera cupulada, sede del Credit Lyonnais

Estudió en Tours en el lycée Descartes. Después de obtener su bachillerato en 1867, entró en la oficina del arquitecto Léon Rohard, luego, siguiendo el consejo de este último, fue a continuar sus estudios en la École des Beaux-Arts de París donde se convirtió en alumno de Louis-Jules André a partir de 1869. Sus estudios fueron interrumpidos por la guerra franco-prusiana de 1870. Ganó el primer gran premio de Roma en 1878. El tema del acontecimiento final era «Une église cathédrale» ('una iglesia catedral')
El joven laureado se convirtió en residente de la Academia de Francia en Roma, desde enero de 1879 hasta el 31 de diciembre de 1882. Su envío de cuarto año sobre Olímpia le valió una medalla de honor en el Salón de París de 1885.
Brazo derecho de André primero, después elegido su sucesor a la muerte de éste en 1890, llevó a su vez a muchos alumnos al gran premio. Fue elegido miembro de la Academia de Bellas Artes en 1909. Como practicante y profesor, Laloux se convirtió en uno de los representantes más prominentes del academicismo triunfante de la Belle Époque. Participó en numerosos jurados oficiales y presidió varias sociedades de arquitectos y de artistas (por ejemplo Société des artistes français o la Fundación Taylor). Conservó la dirección de su estudio hasta 1936, cuando pasó la antorcha a su alumno y amigo Charles Lemaresquier.

## Trabajos arquitectónicos

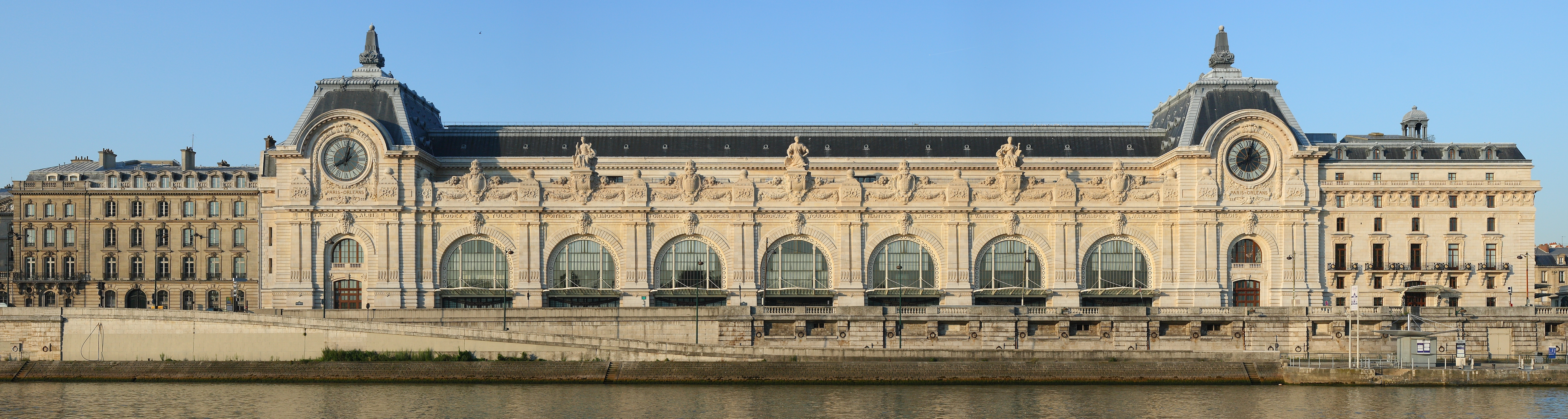
La antigua estación de Orsay

Ferviente usuario del metal, eligió prudentemente esconderlo detrás de las fachadas de piedra con un ordenamiento clásico, siguiendo el ejemplo de sus contemporáneos Henri Deglane, Albert Louvet y Albert-Félix-Théophile Thomas para el Grand Palais. Realizó así: 
- La sede central del Crédit lyonnais (1876-1883), en París, entre el boulevard de los Italianos y la rue du Quatre-Septembre
- La basílica de Saint-Martin de Tours (1886-1924), una obra neobizantina con algunas connotaciones políticas, ya que fue construida para reemplazar a una antigua basílica destruida durante la Revolución Francesa.
- Villa des bambous, 65 boulevard de la Croisette en Cannes hacia 1888 (destruida)[2]
- La estación de Tours (1895-1898), con cuatro estatuas alegóricas de piedra caliza de ciudades por Jean Antoine Injalbert (Bordeaux y Toulouse) y Jean-Baptiste Hugues (Limoges y Nantes)
- Ayuntamiento de Tours (1896-1904), con escultura arquitectónica de Alphonse-Amédée Cordonnier
- Ayuntamiento de Roubaix (1907-1911), también con escultura arquitectónica de Cordonnier
- La estación de Orsay (1900) en París (actual museo de Orsay).
- La embajada de los Estados Unidos (1931), avenida Gabriel en París, en colaboración con el arquitecto estadounidense William Delano.
- Monumento a los muertos, jardin del Plateau des poètes en Béziers en 1925[3]
- Palacio de Hanovre, Paris, con su estudiante Charles Lemaresquier, 1932[4]

Para la decoración de estos edificios, hizo llamar a varios escultores y pintores como Henri Martin, Jean-Paul Laurens, Fernand Cormon, Pierre Fritel, etc.

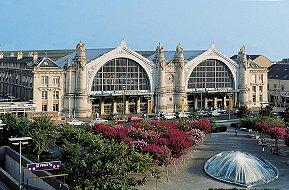
La estación de Tours
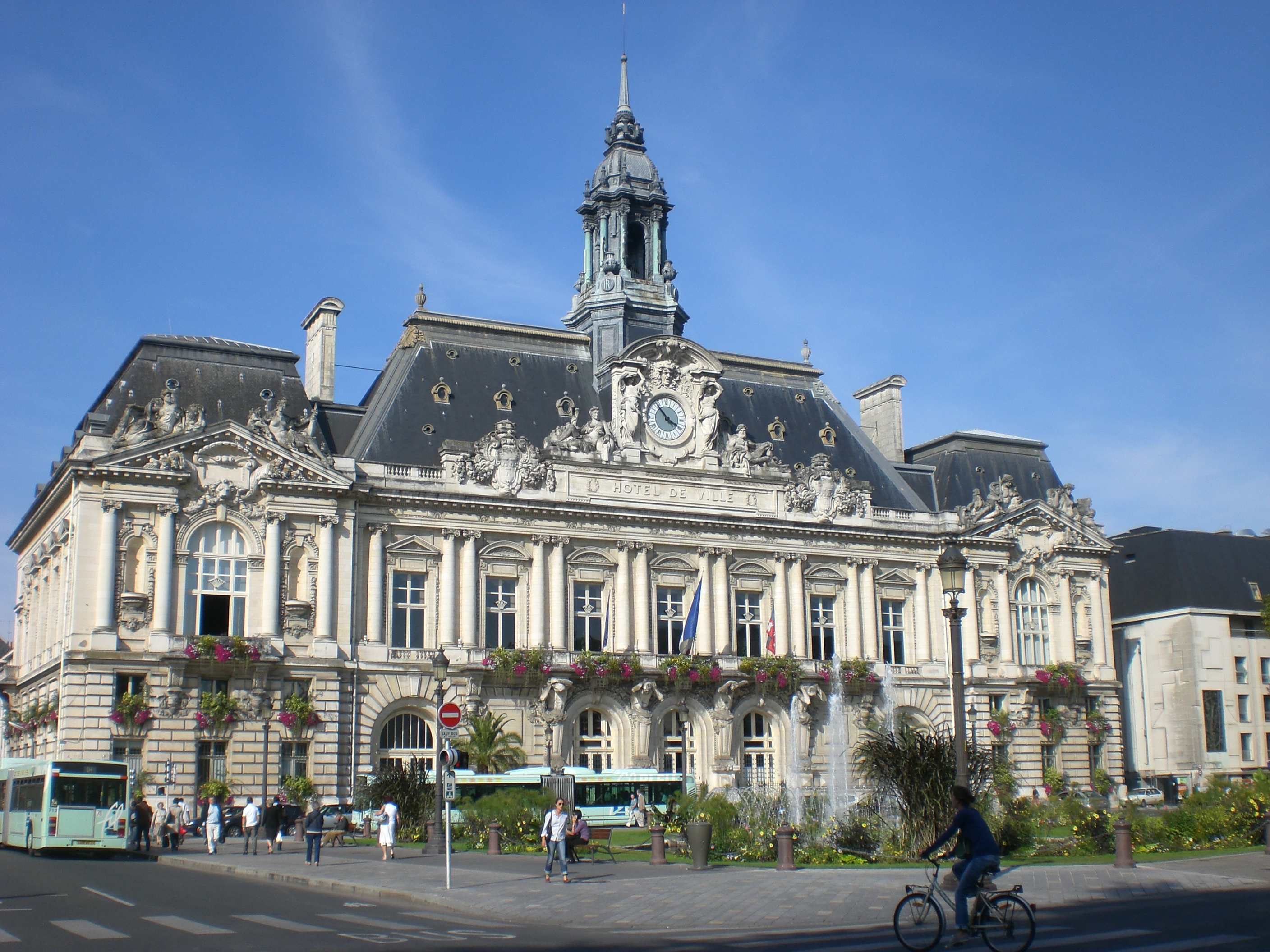
El ayuntamiento de Tours
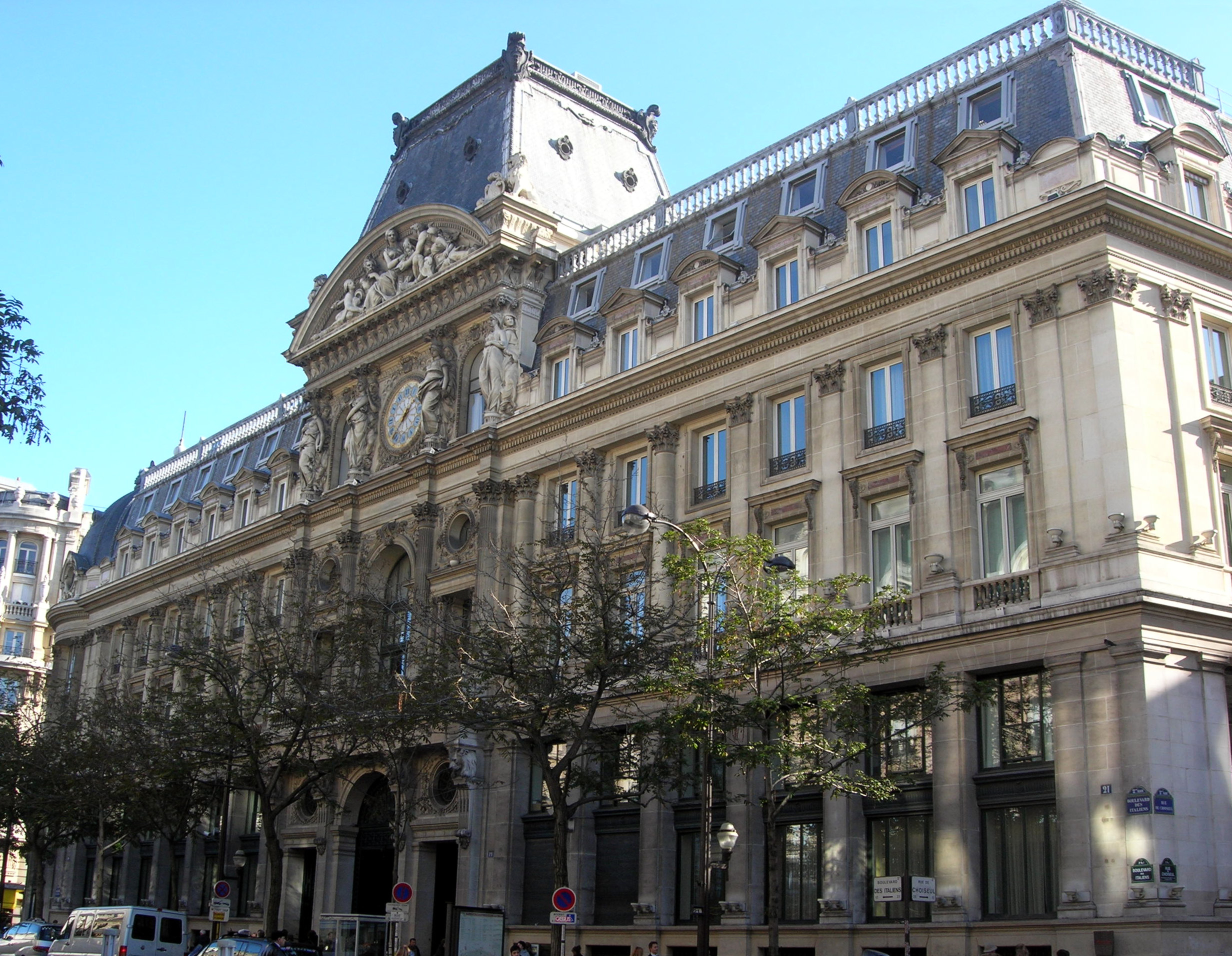
La Sede central del Crédit lyonnais en París
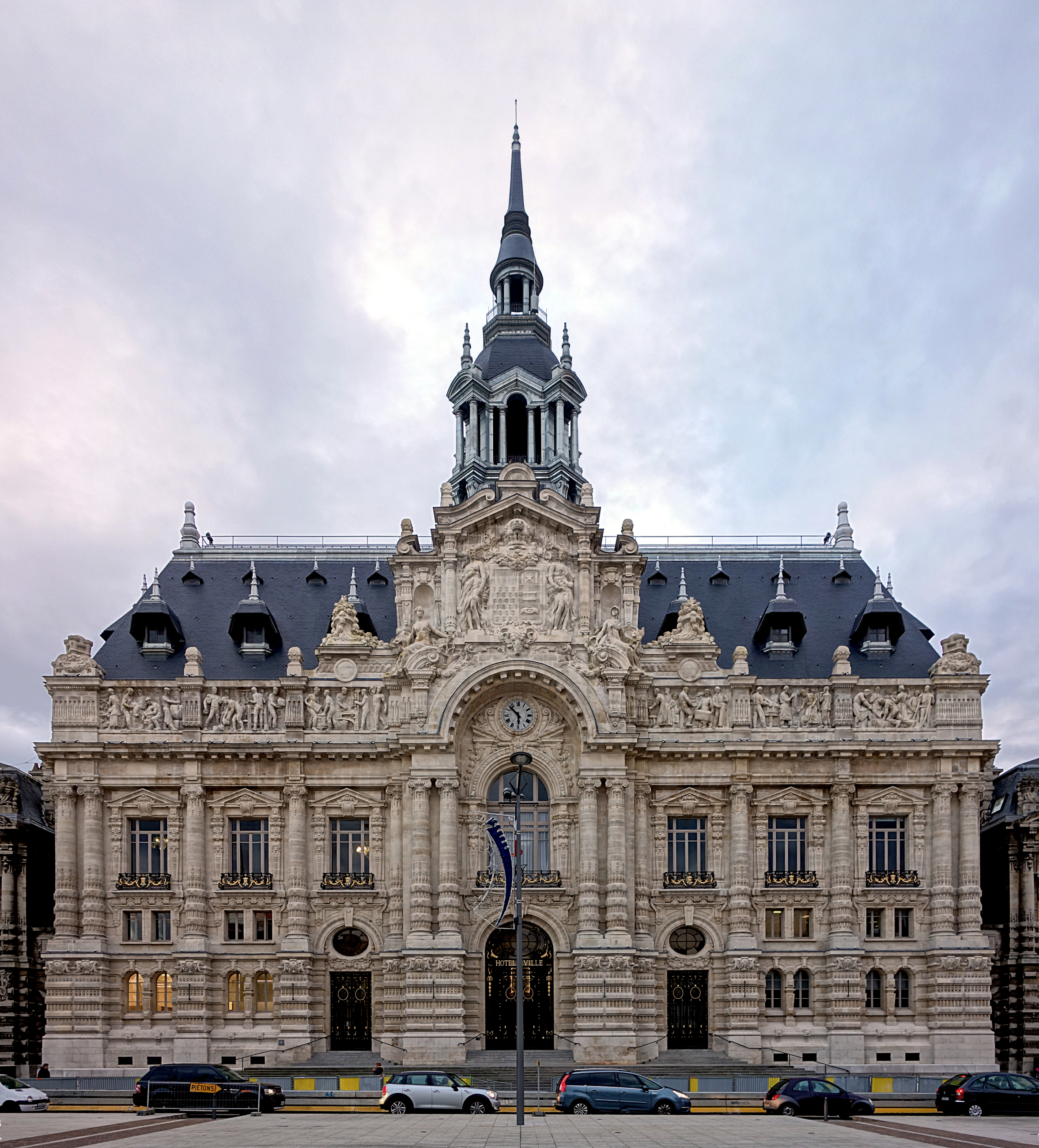
El ayuntamiento de Roubaix

## Alumnos
Como profesor, Laloux asumió la dirección del atelier de Louis-Jules André cuando André murió en 1890. Laloux finalmente enseñaría a cerca de 600 estudiantes en casi 50 años de enseñanza, incluyendo a 132 estadounidenses. La influencia de Laloux es visible en los Estados Unidos en edificios como el Ayuntamiento de San Francisco  de 1921. La formación en el atelier se hacía en el contexto de la École centrada en el concurso anual de Premio de Roma, siendo  el «Père Laloux» (Padre Laloux)  el maestro más exitoso de la escuela, con la formación de 16 ganadores.
Los estudiantes educados en el  atelier de Laloux más destacados fueron:
- los franceses, Emile André, Georges Biet, René Binet, Paul Bigot, François Eugène Bourdet, Léopold Busquet (1878-1954), arquitecto de Aviñón, Jacques Carlu, Paul Charbonnier, François-Benjamin Chaussemiche, Jacques Debat-Ponsan, Alphonse Gentil, Georges Gromort,[8] Albert Guilbert, Henry Gutton, Gustave Louis Jaulmes —que entre 1895 y 1902, asistió al maestro en la obra de la gare de Orsay—, Camille Lefèvre, Louis Marchal, Charles Lemaresquier, Louis Süe (1875-1968), diseñador de interiores, Emile Toussaint, Robert Touzin (1883-1959), Guillaume Tronchet y Lucien Weissenburger;

- los estadounidenses William Lawrence Bottomley,[9] Arthur Brown, Jr., George Shepard Chappell,[9] John Walter Cross de Cross and Cross,[9] William Delano, George Howe, William Van Alen —diseñador del Chrysler Building— y Charles Weeks de Weeks and Day;
- los portugueses, José Marques da Silva y Miguel Ventura Terra.

## Publicaciones
- Laloux, Victor (1888). L'architecture grecque. Paris: Maison Quantin. p. 304. Consultado el 12 de junio de 2014.